# Constantin Popescu (deputat)
Constantin Popescu (n. 1935) este un fost deputat român în legislatura 1990-1992, ales în județul Arad pe listele partidului FSN.